# Mongoolse waterjuffer
De Mongoolse waterjuffer (Coenagrion ecornutum) is een juffer uit de familie van de waterjuffers (Coenagrionidae).
De wetenschappelijke naam van de soort werd in 1872 als Agrion ecornutum gepubliceerd door Edmond de Selys Longchamps. De naam ecornutum verwijst naar de vlek op de rugzijde van achterlijfssegment 2, die, anders dan bij Coenagrion mercuriale, waarmee De Selys de soort vergelijkt, geen doornvormige uitsteeksels heeft; 'e-cornutum' betekent 'niet gedoornd'.